# 王子・伊藤忠エネクス電力販売
王子・伊藤忠エネクス電力販売株式会社（おうじ・いとうちゅうエネクスでんりょくはんばい）は、伊藤忠エネクスが60%、王子グリーンリソースが40%の株式を保有する伊藤忠エネクスグループ中核の電力販売会社である。